# Ян Карафіат
Ян Карафіат (чеськ. Jan Karafiát; 4 січня 1846, Їмрамов, Австрійська імперія — 31 січня 1929 , Прага, Чехословацька республіка) — чеський Письменник і теолог.

## Життя
Ян Карафіат народився 4 січня 1846 року у місті Їмрамов. Вивчав теологію в Берліні (1866—1867), Бонні (1867—1868), Відні (1866—1869). У 1875–1895 роках працював парафіяльним священиком у Груба Лгота. У 1896—1905 роках був редактором газети «Реформовані листи».